# Es Vedranell
Es Vedranell és una illa situada entre Eivissa i la costa oriental d'Es Vedrà, dins el municipi de Sant Josep de sa Talaia, més petita i baixa que aquesta. Té un relleu fortament escarpat i forma com un arc, els extrems del qual tenen 117 i 99 m d'elevació. Disposa de notables pendents rematades per una cresta axial en direcció est-oest i un cim de 99 m d'altura, que provoca l'existència de penya-segats impressionants. Destaca la desproporcionada relació entre la superfície de la base i l'altura.

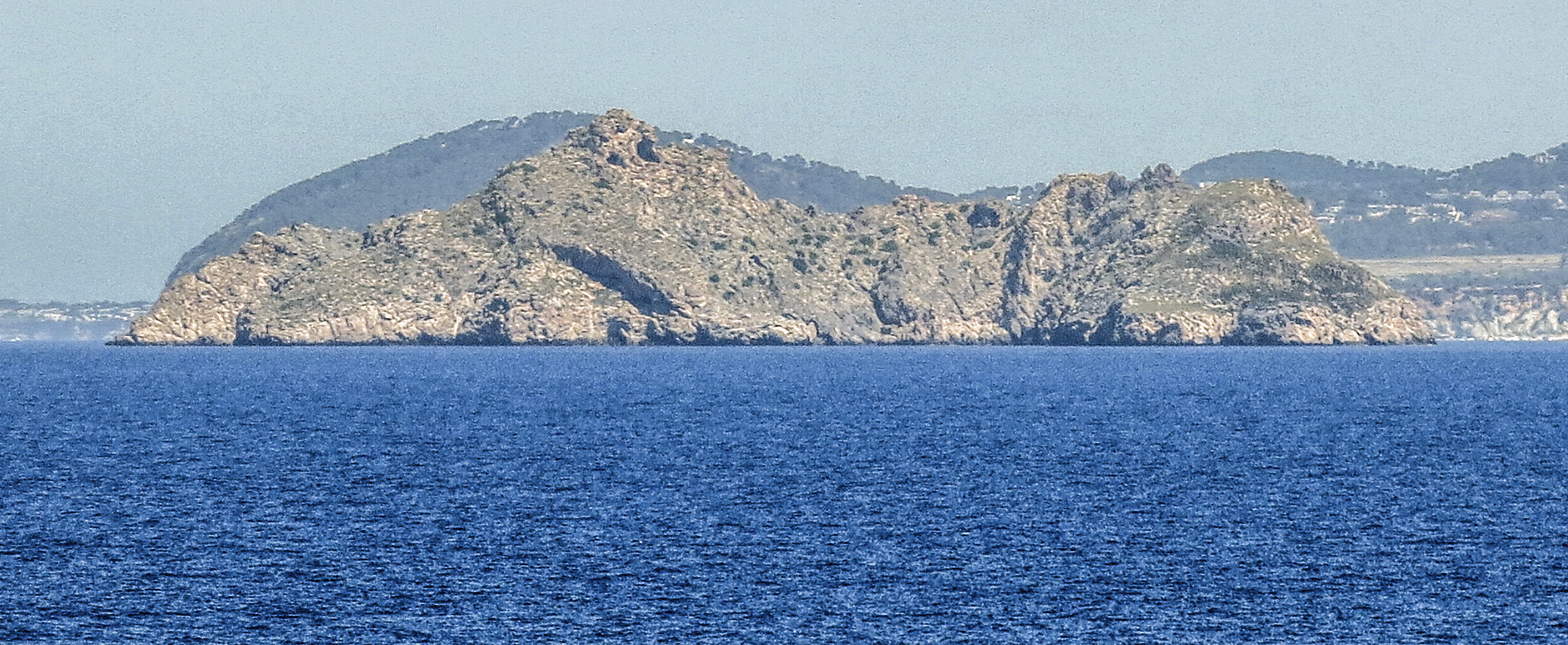
Vessant migjorn